# Темерейр
Temeraire (англ. Temeraire) — серія з дев'яти фантастичних романів в жанрі альтернативної історії, написаних американською письменницею Наомі Новік. Романи розповідають про пригоди капітана Вільяма Лоуренса та його дракона, однойменного Темерейра, і переосмислюють події наполеонівських війн із « повітряними силами драконів, укомплектованими екіпажами авіаторів». «Дракон Його Величності», перша частина серії, отримала премію Комптона Крука в 2007 році і була номінована на премію Г'юго за найкращий роман того ж року. Temeraire: На службі у короля, збірник перших трьох романів, отримав премію Locus за найкращий перший роман у 2007 році. Temeraire був номінований на премію Х'юго за найкращий серіал у 2017 році.

## Романи
- «Дракон Його Величності» (2006) / «Темерейр» (Велика Британія)
- «Нефритовий трон» (2006)
- «Війна з чорним порохом» (2006)
- «Імперія слонової кістки» (2007)
- «Перемога Орлів» (2008)
- «Зміїні язики» (2010)
- «Тигель золота» (2012)[7]
- «Кров тиранів» (2013)[8]
- «Ліга драконів» (2016)[9]

Крім того, Новік опублікував два томи-омнібуси, в яких зібрані перші три романи циклу. «Темерер: На службі у короля» (2006) отримав премію Locus за найкращий перший роман у 2007 році. Крім того, ті ж перші три книги були опубліковані Дель Реєм під назвою «На службі його величності: три романи Темерейра» (2009). До цього омнібусу також увійшло оповідання Темерейра «Восени білий дракон дивиться над широкою рікою».
У 2017 році Новік опублікував «Золотий вік та інші історії» — антологію оповідань «Темряви», натхненну фан-артом серії.

## Огляд сюжету
Серія розповідає про Вільяма Лоуренса та його дракона Темерейра. Лоуренс — капітан британського Королівського флоту, бере участь у бою проти флоту Наполеона I, коли він знаходить яйце дракона, яке не схоже на жодне інше, відоме британцям. Яйце незабаром вилуплюється, і народжується Темерейр, китайський дракон. Під враженням, що «розпряжений» дракон стане диким і некерованим, Лоренс стає супутником Темерейра. Незважаючи на труднощі, які це спричиняє, Лоренс починає думати про дракона як про свого найдорожчого друга. Це змушує змінити життя офіцера, перетягуючи його з престижного Королівського флоту до менш бажаного Королівського авіаційного корпусу.
Продовження оригінальної трилогії розповідає про пригоди Лоуренса та Темерейра під час їх битви з військами імперської Франції та дипломатичні наслідки, спричинені усиновленням капітана Лоуренса імператором Китаю.
У четвертому романі «Імперія слонової кістки» розповідається про те, як Лоуренс і Темерейр шукають ліки від інфекційної хвороби, занесеної північноамериканським драконом, яка поширюється серед британських драконів, а Наполеон намагається здобути свою перевагу. У п'ятому романі, «Перемога Орлів», розповідається про заплановане вторгнення Наполеона до Сполученого Королівства, що змусило британців відступити до Шотландії, а Лоуренс стикається з наслідками їхньої зради, передаючи ліки від хвороби французам. Шостий роман починається в австралійській виправній колонії (смертний вирок Лоуренсу за державну зраду замінено транспортуванням до колонії), і погоня по всьому континенту до раптового відкриття, яке має далекосяжні наслідки.
У сьомій книзі Лоуренса повертають до служби та відправляють до Південної Америки, намагаючись укласти союз з імперією інків (яка все ще існує, хоча й скорочена, у часовій шкалі серії), а потім знову до Азії. У восьмій книзі Лоуренс страждає від часткової амнезії через поранення, коли Темерейр і команда мають справу з новими інтригами у феодальній Японії та імперському Китаї, перш ніж полетіти до Росії вчасно, щоб взяти участь у французькому вторгненні в Росію.

## Персонажі

### Люди
- Адмірал/капітан Вільям Лоренс: Колишній капітан корабля «Reliant» у складі Королівського військово-морського флоту. До призначення на «Reliant» служив на борту «Belize», «Orient» та інших кораблів. Зараз капітан Повітряного корпусу і капітан Темерера. Основна фігура в серії. Походить із заможної родини, віддалено пов'язаної з королем. Хоча він служить у Повітряному корпусі (найменш шанованому військовому роді військ Англії), він джентльмен і син лорда Аллендейла. Залишаючись капітаном протягом більшої частини циклу, у фінальній книзі він отримує звання адмірала. У наступних книгах є кілька описів його статури. Згадується, що він високий, блакитноокий, білявий і широкоплечий.
- Артур Гаммонд: Британський дипломат, який бере участь у місії Лоренса в Китаї, головна мета якої — зберегти або покращити відносини Британії з Китайською імперією, навіть якщо для цього доведеться віддати Темерера китайцям. Його недолюблює екіпаж «Allegiance» та екіпаж Темерера. Його всиновила Чуркі, і він став об'єктом її прихильності, хоча не має жодного бажання належати дракону.
- Адмірал Джейн Роланд: Капітан корабля «Excidium». Мати Емілі Роланд, члена екіпажу Лоренса. Стає близькою з Лоуренсом після того, як він розриває свої заручини. Пізніше отримує звання адмірала.
- Адмірал Лентон: Адмірал, відповідальний за прикриття в Дуврі. Обверсарія була його драконом до третьої книги серії.
- Капітан Берклі: Дислокується в Дуврі. Капітан Королівського мідного дракона Максимуса.
- Капітан Кетрін Гаркорт: Базується в Дуврі. Перша жінка, яку зустрів капітан-дракон Лоуренс. Двадцять років, коли її підвищили до капітана. Капітан"Довгокрилої Лілії. Капітан Гаркорт має короткий зв'язок з капітаном Томасом Райлі, що призводить до вагітності. Пізніше Кетрін змушують вийти за нього заміж з юридичних та соціальних причин, оскільки маєток капітана Райлі буде задіяний, а його мати та родичі не матимуть джерела доходу, якщо він помре, не народивши сина.
- Капітан Ленгфорд Джеймс: Кур'єр. Капітан — Волатілусу. Перший капітан-дракон, який зустрівся з Лоренсом. Дає йому базовий вступ до того, як працює Повітряний корпус.
- Капітан Ренкін: Жорстокий капітан Левітаса. В «Язиках змій» стає капітаном Цезаря.
- Капітан Томас Райлі: Лейтенант під командуванням капітана Лоренса на кораблі «Reliant» у романі «Дракон Його Величності». У «Нефритовому троні» підвищений до капітана HMS «Allegiance», драконячого транспорту. Сім'я володіє рабами в Карибському морі. Одружений з капітаном Кетрін Гаркорт і має від неї сина.
- Деман: Уродженець племені Кхоса (разом зі своїм братом Сіфо), він приводить Лоуренса до ліків від драконячого грипу. Пізніше йому доручили літати з Аркадієм та його здичавілими драконами, оскільки він вільно володів англійською та дварзагською мовами (на додачу до своєї рідної мови Кхоса). Пізніше він стає неофіційним капітаном Кулінгіле, дуже великого важкого дракона.
- Емілі Роланд: Член екіпажу капітана Вільяма Лоренса, у першій книзі її прийняли за хлопчика. Дочка капітана Джейн Роланд.
- Ганна Еразм: Дружина преподобного Еразма. Колишня рабиня, вона належить до племені тсвана і повертається до Африки з чоловіком і дітьми. Після того, як її чоловіка вбивають під час сутички з рідним племенем, її впізнають і звільняють, і вона вирішує залишитися в Африці.
- Лейтенант Джон Ґренбі: Другий командир Лоренса. Служив під командуванням капітана Портленда на Летіфікаті. Стає капітаном Іскерки.
- Принц Юнсін: Син китайського імператора династії Цзяцин. Має антизахідні погляди і прагне повернути Темеретру до Китаю. Планує в кінцевому підсумку витіснити претензії свого молодшого брата на імператорський трон. Супутник білого (альбіноса) дракона Небесного Лієна.
- Преподобна Джозія Еразм: Колишня рабиня на Ямайці. Приєднується до Темерера і Лоуренса в їхній експедиції до Африки, щоб знайти ліки від драконячого грипу.
- Тензінґ Таркай: Провідник, найнятий банкіром у Константинополі, щоб доставити капітана Лоуренса та його команду до турецької столиці. Попри зовнішню двоїстість, це повітря цілеспрямовано культивується Таркаєм через його змішану спадщину.

### Дракони
- Темерейр: китайський небесний дракон (у першій книзі помилково прийнятий за імперського дракона) і головний персонаж серіалу. Названий на честь «Téméraire», французького судна, захопленого під час наполеонівських війн, його ім'я означає «безрозсудний». Його китайське ім'я Лун Тянь Сян. Капітан Вільям Лоуренс — його супутник. Володіє надзвичайно практичним, допитливим і іноді занадто відвертим характером, хоча іноді може бути надто чутливим щодо відмінностей між своєю зовнішністю та зовнішністю західних драконів. Він також досить власницький і захищає Лоуренса.
- Лінь: китайський небесний дракон був партнером принца Юнсіна до його смерті. Будучи білим (альбіносним) драконом, вона вважається невдахою в китайській культурі. Вона є ворогом Темерейра та Лоренса, вважаючи їх відповідальними за смерть Юнсіна. Вона приєднується до наполеонівських військ і є основною темою оповідання «Восени білий дракон дивиться на широку ріку».
- Максимус: дракон-самець Regal Copper у важкій вазі також у формуванні Тамерейра; сильно страждає під час драконячої чуми. Керується капітаном Берклі.
- Лілі: самка Довгокрилого дракона-важковаговика, номінально лідер формування Темерейра; також страждає під час драконячої чуми. Керується капітаном Гаркортом — капітанкою-жінкою, оскільки Довгокрилі приймають лише капітанок (хоча це мало відомо за межами повітряного корпусу).
- Іскорка: самка дракона Kazilik (вогнедишний), родом з Туреччини, але куплений англійцями під час наполеонівських війн; має схильність до бійки та непокори. Керував капітан Джон Гранбі, колишній член екіпажу Темерейра.

## Скасована екранізація
У 2006 році The Hollywood Reporter оголосив, що Пітер Джексон, найбільш відомий режисером трилогії «Володар перснів», придбав права на серіал «Темерейр». Джексон заявив, що «Темерейр» «це приголомшливе поєднання двох жанрів, які я особливо люблю — фентезі та історичного епосу. Я не можу дочекатися, щоб побачити наполеонівські битви з ескадрою драконів. Ось заради цього я йду в кіно». 24 липня 2009 року в інтерв'ю IGN Джексон сказав, що замість цього розглядав можливість зняти телевізійний міні-серіал; він хвилювався, що якщо перший фільм провалиться в прокаті, це поставить історію на крапку та залишить її незавершеною. 24 лютого 2016 року під час програми "Запитай мене про що завгодно " (AMA) Наомі Новик на Reddit Новік сказала, що права на фільм знову повернулися до неї, і немає жодних планів щодо екранізації фільму «Темерейра».